# 맹지
맹지(盲地, landlocked land)는 주위가 모두 다른 사람 소유의 토지로 둘러싸여 도로에 접하는 부분이 전혀 없는 한 필지의 토지를 뜻한다.

## 평가 방법

### 현황기준 평가
맹지의 이용 상황이 농지나 임야, 농가주택에 딸린 텃밭과 같이 현 상태로 이용하는 데 문제가 없고, 인근지역의 상황에 비추어 볼 때 최유효이용에 해당하는 경우, 현황 맹지로서의 이용에 따른 가치로 감정평가할 수 있다.
이와 같은 현황 평가는 읍 또는 면에 소재한 농경지대나 산림지대에 적용할 수 있는 방법이며, 이러한 지역은 새로운 건축물이 들어설 가능성이 낮거나 현 상태대로의 이용에 문제가 없는 경우에 해당한다.
또한 맹지의 진입로 개설이나 인접한 토지의 합병을 전제로 한 접근이 어려운 경우 현황평가를 적용할 수 있으나, 관습상 도로(사도)의 유무나 앞으로의 도로 개설 가능성의 정도를 검토하여야 하며, 감가율 결정 시 합리적 근거 자료의 확보가 선행되어야 한다.

### 도로 개설을 전제하는 평가
맹지에 대한 도로 개설 가능성이 비교적 높은 경우 진입로 개설을 전제로 한 자루형 토지를 상정하여 감정평가액을 구한 후, 진입로 부지 매입 원가, 공사에 소요되는 비용 등 도로 개설 비용을 제하여 최종 감정평가액을 결정하는 방법이다.
소송 등의 상황으로 인해 진입로 개설에 오랜 시간이 소요될 것으로 예상되는 경우, 진입로 개설 실현 시기까지의 기회비용을 감안해 적정한 할인율을 적용하여 현재가치를 구한다. 또한, 도로 개설의 현실성을 고려하여 적정 감가율로 보정하여 감정평가액을 결정하며, 산식은 다음과 같다.
(자루형 토지를 상정한 평가액 - 도로개설비용) / (1 + 할인율)n * (1 - 감가율)

### 인접토지 합병 조건부 평가
진입로 개설에 필요한 여유 토지를 확보하기 어려운 경우에 적용하는 방법으로, 해당 맹지와 인접한 토지 중 합병 가능성이 가장 높은 토지를 매입한다고 가정한 뒤, 해당 맹지와 인접 토지를 합한 획지를 기준의 평가액에서 합병 전 인접 토지의 평가액을 공제하고 적정한 감가율을 적용하여 최종 감정평가액을 결정하는 방법이다. 산식은 다음과 같다.
(합병 후 맹지와 인접토지 전체 평가액 - 합병 전 인접토지 평가액) * (1 - 합병 가능성, 합병가치 배분액 등 감안한 감가율)

## 같이 보기
- 대지
- 필지